# Bobbi Dearest
Bobbi Dearest is de achttiende aflevering van het negende seizoen van het tienerdrama Beverly Hills, 90210, die voor het eerst werd uitgezonden op 10 maart 1999.

## Plot
Nu Lauren weer weg is uit Matt zijn leven trekt hij weer naar Kelly. Kelly voelt zich nu schuldig dat zij met Dylan heeft geslapen in Mexico toen zij pillen gingen halen voor Lauren. Zij vertelt dit niet aan Matt en hoopt dat hij er ook niet achter komt. Matt heeft ondertussen een moeilijke zaak, een cliënte van zeventien jaar van hem is gearresteerd onder verdenking van bezit van drugs en Matt gelooft haar dat zij onschuldig is. Hij wil de openbare aanklager overtuigen dat zij vrij wordt gelaten, maar hij is ervan overtuigd dat zij schuldig is en wil verdergaan met de zaak. Matt ziet geen ander uitweg dan om de openbare aanklager een boekje te laten zien met allemaal namen erin, dit is op zich niet zo erg maar dit boekje is van een hoerenmadam en de naam van de openbare aanklager staat er ook tussen met al zijn aparte wensen. Later hoort Matt dat de zaak ingetrokken is. Hij heeft dit nieuws nog niet verwerkt als er een bevriende advocate uit New York langs komt met een enveloppe van Lauren, als Matt deze openmaakt ziet hij dat dit een verzoek voor een echtscheiding. Dit komt tot een schok voor Matt, maar hij beseft dat dit het beste is voor hen. Hij besluit dat hij nu verder wil met Kelly.
Gina is nog steeds woedend over het feit dat in haar trust nog maar vijftienduizend dollar staat in plaats van vijfenzeventigduizend dollar. Nu weet zij dat haar tante Felice de beheerder was van deze trust en dat zij Bobbi toestemming gaf om het geld te gebruiken voor privé doeleinden. Gina wil nu haar tante Felice aanklagen voor een bedrag van één miljoen dollar, volgens Felice maakt zij geen schijn van kans met deze aanklacht. Donna weet niet welke kant zij moet kiezen maar besluit dan om met haar moeder te praten om haar te overtuigen dat zij een aanbod moet doen. Felice biedt aan Gina een bedrag van zestigduizend dollar aan zodat het verschil weer weggewerkt is. Zij heeft dan één voorwaarde, dat Gina de aanklacht laat vallen en Gina gaat akkoord. Later komen Gina en Bobbi bij elkaar en het blijkt dat dit allemaal door hen is opgezet om Felice wat geld af te troggelen. Ondertussen blijkt dat Donna voor Noah kiest en hier heeft David het maar moeilijk mee. Later ontmoet David een leuk meisje genaamd Claudia en hij valt voor haar. Het blijkt dat dit ook wederzijds is.
Dylan gaat op een dag varen met een jetski op zee en komt een ander tegen met een jetski. Als zij elkaar ontmoeten dan spreken zij een wedstrijdje af, dit loopt verkeerd af voor Dylan omdat hij ongelukkig ter val komt en buiten bewustzijn raakt. Hij wordt gered uit het water en een onbekende geeft hem mond-op-mondbeademing zodat hij weer bijkomt. Eer hij beseft wat er gebeurd is is de onbekende weg en Dylan heeft alleen een polsbandje uit een ziekenhuis met een naam erop. Dylan wil graag weten wie de onbekende redder is en gaat op onderzoek uit, op de polsband staat een naam genaamd Patrick Farrell. Hij hoort in het ziekenhuis dat deze naam bij een zevenjarige jongen hoort die een paar maanden geleden overleden is. Hij hoort ook dat Patrick een oudere broer Tim was en dat hij de onbekende geweest kan zijn. Dylan zoekt Tim op en komt erachter dat op het moment dat Dylan het ongeluk kreeg Tim op het punt stond om zich van het leven te beroven in de zee. Tim vertelt hem dat de dood van zijn jongere broer hem zwaar gevallen was en geen nut meer zag in zijn leven. Dylan wil hem helpen en wil dat Tim hem helpt om iets te doen voor het ziekenhuis, Dylan koopt spullen om een speeltuin aan te leggen voor de zieke kinderen in het ziekenhuis.
Steve heeft een agenda gekocht van een prostituee waarin allemaal namen staan van beroemde mensen en ziet hier wel een groot verhaal in. Hij besluit één speciaal iemand te volgen zodat hij hier een verhaal kan maken. Als hij bij zoor zijn huis staat om foto's te nemen komt hij erachter dat zij waarschijnlijk al gescheiden leven maar hun kinderen weten dit nog niet. Steve denkt terug aan zijn jeugd en beseft dan dat dit hard kan zijn voor de kinderen als hij hierover schrijft en besluit hier niets mee te doen.

## Rolverdeling
- Jennie Garth - Kelly Taylor
- Ian Ziering - Steve Sanders
- Brian Austin Green - David Silver
- Tori Spelling - Donna Martin
- Luke Perry - Dylan McKay
- Joe E. Tata - Nat Bussichio
- Lindsay Price - Janet Sosna
- Daniel Cosgrove - Matt Durning
- Vanessa Marcil - Gina Kincaid
- Vincent Young - Noah Hunter
- Katherine Cannon - Felice Martin
- Karen Austin - Bobbi Kincaid
- Michael Hagerty - Tim Farrell
- Kevin Rahm - openbare aanklager Jay Snelling
- Kathleen Lloyd - Dr. Miriam Grogg
- Kyle Richards - Anna Murphy
- Christina Fredlund - Claudia